# كريم سعيد
كريم سعيد هو حاكم لمصرف لبنان منذ 27 مارس 2025، بعد أن عيّنه مجلس الوزراء اللبناني خلفًا لرياض سلامة. وقد انتهت ولاية سلامة في يوليو 2023، وجاء تعيين سعيد بعد أكثر من عام ونصف من الفراغ في المنصب. وكان سبب هذا الفراغ الأزمة السياسية التي بدأت بعد الانهيار المالي في 2019. وقد حصل سعيد على 17 صوت من أصل 24 في مجلس الوزراء.

## النشأة والتعليم
وُلد كريم سعيد في بلدة قرطبا، جبل لبنان، في عام 1964. أكمل دراسته الجامعية في كلية الحقوق بجامعة القديس يوسف في بيروت، وبعد ذلك تابع دراسته في جامعة هارفارد الأمريكية حيث حصل على شهادة الماجستير. تخصص في دراسة قانون البنوك، وتناولت أطروحته قانون "جلاس-ستيجال" لعام 1933، الذي فصل بين البنوك التجارية والبنوك الاستثمارية في الولايات المتحدة. ساعدته هذه الدراسة الأكاديمية على بناء أساس قوي لفهم التنظيمات المالية والمصرفية على المستوى الدولي.

## المسيرة المهنية
يتمتع كريم سعيد بخبرة واسعة تمتد لعقود في مجالات متعددة تشمل القطاع المصرفي والخدمات المالية والقانون. في عام 1989، انضم إلى نقابة المحامين في ولاية نيويورك، ليبدأ مسيرته المهنية كمحامٍ في نيويورك. ثم شغل منصب المدير العام للخدمات المصرفية الاستثمارية في بنك "إتش إس بي سي" (HSBC) في الشرق الأوسط بين عامي 2000 و2006.
في أواخر 2006، أسس كريم سعيد شركة "غروث غايت إيكويتي بارتنرز" (Growthgate Equity Partners) في الإمارات العربية المتحدة، وهي شركة متخصصة في إدارة الأصول البديلة والاستثمار في الشركات الخاصة في منطقة الشرق الأوسط وشمال أفريقيا. ويرتبط اسم هذه الشركة بما يُعرف ب-"خطة هارفارد" لحل الأزمة الاقتصادية في لبنان، حيث موّلت الشركة هذه الخطة. طوال مسيرته المهنية، عمل سعيد مع العديد من المصارف والمؤسسات المالية في لبنان والخليج العربي، كما ساهم في تطوير خطط مالية لدول عدة.

## تعيينه حاكمًا لمصرف لبنان
في 27 مارس 2025، قرر مجلس الوزراء اللبناني تعيين كريم سعيد حاكمًا جديدًا لمصرف لبنان خلفًا لرياض سلامة الذي انتهت ولايته في يوليو 2023. جاء تعيينه في إطار مساعي الحكومة اللبنانية لإعادة الاستقرار إلى القطاع المصرفي الذي يعاني من أزمة خانقة نتيجة الانهيار المالي الذي شهدته البلاد في 2019.
وقد أكد سعيد على ضرورة وضع سياسات مالية تعيد الثقة في النظام المصرفي اللبناني، وتساهم في استعادة الاستقرار الاقتصادي، حيث تقدّر الخسائر المالية الهائلة بنحو 72 مليار دولار.
بيان تسلم المنصب
وبعد تعيينه حاكمًا للمصرف، ألقى سعيد خطابًا تحدث فيه عن رؤيته الاقتصادية والمالية. ومن أبرز المواضيع التي تحدث عنها في هذا الخطاب:
- إعادة الودائع بناءً على تحمل البنوك وبنك لبنان والدولة لمسؤولياتهم.
- استقلالية عمل البنوك عن التأثير السياسي.
- مكافحة تمويل الإرهاب والمخدرات وغسل الأموال.
- مكافحة الاقتصاد غير الشرعي بشكل عام.
- إعادة لبنان إلى السوق المالية العالمية.[10][11]

## حياته الشخصية
متأهل وله ثلاثة أولاد. كما هو شقيق النائب السابق فارس سعيد.